# رسم نقطه‌ای

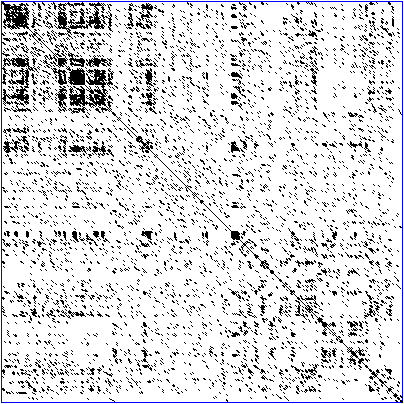
رسم نقطه‌ای یک دی‌ان‌ای.

رسم نقطه‌ای(به انگلیسی: Dot Plot) یک روش گرافیکی برای مقایسه دو دنبالهٔ بیولوژیکی، به هدف پیدا کردن مناطقی که در آنها بیشترین شباهت بین دو دنباله وجود دارد می‌باشد.

## مقدمه
ساده‌ترین راه برای درک شباهت بین دو دنباله پروتئینی استفاده از نوعی ماتریس شباهت است که به آن رسم نقطه‌ای می‌گوییم. رسم نقطه‌ای یک ماتریس دو بعدی است که دو دنباله پروتئینی محورهای افقی و عمودی آن را تشکیل داده و با هم مقایسه می‌شوند و در دهه ۱۹۷۰ توسط فیلیپس معرفی شد.
یک راه ساده برای نمایش شباهت بین دو دنباله این است که در صورت یکسان بودن عنصری از محور افقی با عنصر دیگری از محور عمودی، درایه‌های متناظر با آن را در ماتریس، نقطه بگذاریم. در نتیجه بخش‌های منطبق در دنباله به صورت خط‌های مورب در ماتریس ظاهر می‌شوند.
بر اساس تعداد و طول بخش‌های منطبق (خط‌های مورب در ماتریس) می‌توان شباهت دو دنباله را نتیجه گرفت. در ماتریس دو پروتئین عیناً مساوی قطر اصلی ماتریس توسط نقطه‌ها پر می‌شود و هرگونه حذف و اضافه در عناصر دنباله‌ها باعث اختلال در قطر اصلی می‌گردد. علاوه بر قطر اصلی ممکن است قطرهای دیگری در ماتریس توسط نقطه‌ها ایجاد شود که نشان دهندهٔ شباهت‌های محلی یا بخش‌های تکراری در دنباله‌است. به دلیل محدود بودن الفبای پروتئین‌ها بسیاری از بخش‌های منطبق ممکن است اتفاقی رخ داده باشند. یک راه برای کاهش انطباق‌های اتفاقی این است که فقط قطرهای چندتایی را در ماتریس نگاه داشته، باقی را حذف کنیم (مثلاً قطرهای سه تایی). این کار مؤثر است چون احتمال اتفاقی بودن انطباق سه عنصر پشت سر هم در دنباله، بسیار کمتر از انطباق یک عنصر است.
رسم نقطه‌ای یکی از راه‌های قدیمی مقایسه دو دنباله است که یک دنباله در محور xها و دیگری در محور yها قرار می‌گیرند. هنگامی که دو عنصر از دنباله‌ها یکسان باشند در درایهٔ متناظر با آنها نقطه‌ای رسم می‌شود. توجه داشته باشد که دنباله‌ها می‌توانند به صورت جلورو (مستقیم) یا عقبرو (معکوس) روی محورها قرار بگیرند. در این صورت هر دو دنباله باید در یک جهت انتخاب شوند. همچنین توجه داشته باشد که جهت دنباله‌ها روی محور، جهت خط‌ها را در ماتریس تعیین می‌کند.
ویژگی‌های خاصی مانند انتقال فریم‌ها، تکرار مستقیم و تکرار معکوس روی ارتباط بین نقاط تأثیر می‌گذرد. انتقال فریم‌ها شامل حذف، اضافه و جهش می‌باشد.

## نمونه
مثالی از مقایسه دو دنباله پروتئینی از رسم نقطه‌ای:
1. درایه‌های متناظر با عناصر یکسان در محورها نقطه گذاری شده‌اند.
2. قطرهای دوتایی و سه تایی نگاه داشته شده‌اند.
3. مسیر بهینه در ماتریس مشخص شده‌است.